# Daumeray
Daumeray est une ancienne commune française située dans le département de Maine-et-Loire en région Pays de la Loire, devenue commune déléguée de Morannes sur Sarthe-Daumeray le 1er janvier 2017.

## Géographie
Commune angevine du Baugeois, Daumeray se situe au sud-est de Morannes, sur les routes D 135, Huillé, et D 859, Durtal, en limite du département de la Sarthe.
La Sarthe délimite l’extrémité ouest de son territoire.

## Toponymie et héraldique

### Toponymie
Gentilé : Les habitants de Daumeray sont appelés Daumeréens et Daumeréennes.

### Héraldique
| Blason de Daumeray | Blason  | D'argent maçonné de sable ; au chef pal de sinople chargé en chef à dextre d'un épi de maïs, à senestre d'une tête de poule arrachée le tout d'or, au point du chef d'une fontaine du même d'où coule en s'évasant un filet d'eau d'argent dans une aiguière d'or en pointe, le pal adextré d'une crosse de sable et senestré d'un trident du même sur les dents duquel est embroché un poisson de gueules. |
| Blason de Daumeray | Détails | Le statut officiel du blason reste à déterminer. |

## Histoire

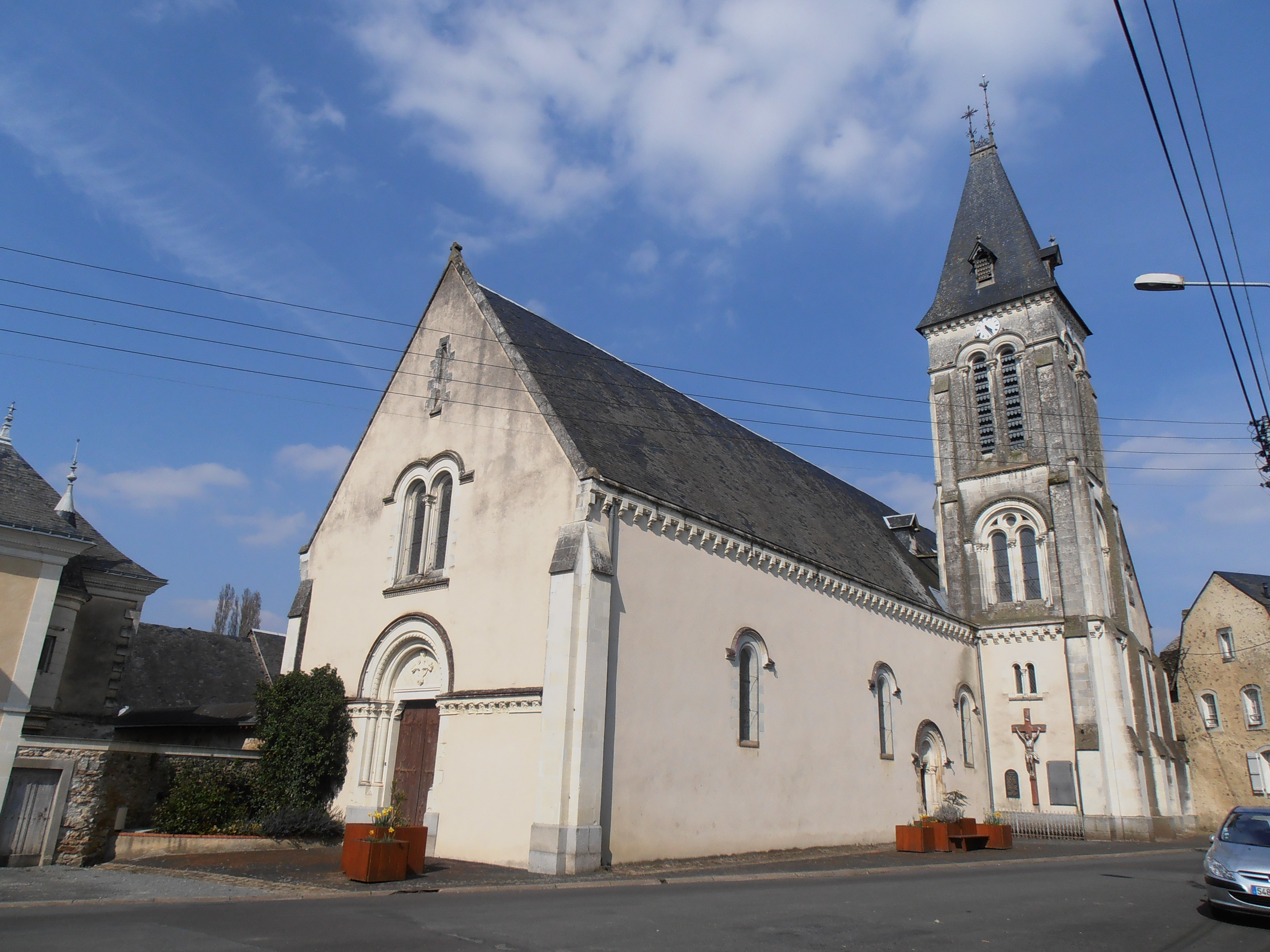
L'église de Daumeray.

Le 31 janvier 1713, la grosse cloche de l'église a été bénie, et nommée par messire Louis Charles le Tacher, chevalier, seigneur d'Allancé, et par haute et puissante damoiselle Suzanne de Broc, dame de la Huinière et autres lieux.
Daumeray et Morannes-sur-Sarthe (constituée le 1er janvier 2016 de la réunion de Chemiré-sur-Sarthe et de Morannes) se réunissent le 1er janvier 2017 pour former la commune nouvelle de Morannes sur Sarthe-Daumeray.

## Politique et administration

### Administration municipale

#### Administration actuelle
Depuis le 1er janvier 2017 Daumeray constitue une commune déléguée au sein de la commune nouvelle de Morannes sur Sarthe-Daumeray et dispose d'un maire délégué.
| Période      | Période  | Identité      | Étiquette | Qualité |
| ------------ | -------- | ------------- | --------- | ------- |
| janvier 2017 | mai 2020 | Jean-Luc Davy |           |         |
| mai 2020     |          | Jean-Luc Davy |           |         |

#### Administration ancienne
| Période                                  | Période       | Identité                                   | Étiquette | Qualité                                                                                        |
| ---------------------------------------- | ------------- | ------------------------------------------ | --------- | ---------------------------------------------------------------------------------------------- |
| 1813,1815                                | 1818          | Eugène Bonnin de La Bonninière de Beaumont |           | Propriétaire,Chef militaire chouan et officier français                                        |
| Les données manquantes sont à compléter. |               |                                            |           |                                                                                                |
| 1995                                     | décembre 2016 | Jean-Luc Davy,                             | UMP       | Gérant de société, conseiller général, président de l'Association des maires de Maine-et-Loire |

### Intercommunalité
La commune était membre de la communauté de communes des Portes-de-l'Anjou, elle-même membre du syndicat mixte Pays des Vallées d'Anjou, puis le 31 décembre 2016 de la communauté de communes Anjou Loir et Sarthe.

## Population et société

### Démographie

#### Évolution démographique
L'évolution du nombre d'habitants est connue à travers les recensements de la population effectués dans la commune depuis 1793. À partir du 1er janvier 2009, les populations légales des communes sont publiées annuellement dans le cadre d'un recensement qui repose désormais sur une collecte d'information annuelle, concernant successivement tous les territoires communaux au cours d'une période de cinq ans. 
Pour les communes de moins de 10 000 habitants, une enquête de recensement portant sur toute la population est réalisée tous les cinq ans, les populations légales des années intermédiaires étant quant à elles estimées par interpolation ou extrapolation. Pour la commune, le premier recensement exhaustif entrant dans le cadre du nouveau dispositif a été réalisé en 2007,.
En 2014, la commune comptait 1 532 habitants, en évolution de −0,2 % par rapport à 2009 (Maine-et-Loire : +3,3 %, France hors Mayotte : +2,49 %).
| 1793  | 1800  | 1806  | 1821  | 1831  | 1836  | 1841  | 1846  | 1851  |
| ----- | ----- | ----- | ----- | ----- | ----- | ----- | ----- | ----- |
| 1 396 | 1 610 | 1 871 | 1 836 | 1 853 | 1 787 | 1 751 | 1 792 | 1 746 |

| 1856  | 1861  | 1866  | 1872  | 1876  | 1881  | 1886  | 1891  | 1896  |
| ----- | ----- | ----- | ----- | ----- | ----- | ----- | ----- | ----- |
| 1 767 | 1 735 | 1 697 | 1 548 | 1 585 | 1 557 | 1 569 | 1 577 | 1 502 |

| 1901  | 1906  | 1911  | 1921  | 1926  | 1931  | 1936  | 1946  | 1954  |
| ----- | ----- | ----- | ----- | ----- | ----- | ----- | ----- | ----- |
| 1 512 | 1 438 | 1 393 | 1 200 | 1 202 | 1 160 | 1 190 | 1 197 | 1 188 |

| 1962  | 1968  | 1975 | 1982  | 1990  | 1999  | 2007  | 2012  | 2014  |
| ----- | ----- | ---- | ----- | ----- | ----- | ----- | ----- | ----- |
| 1 106 | 1 041 | 921  | 1 090 | 1 140 | 1 312 | 1 499 | 1 516 | 1 532 |

#### Pyramide des âges
La population de la commune est relativement jeune. Le taux de personnes d'un âge supérieur à 60 ans (18,7 %) est en effet inférieur au taux national (21,8 %) et au taux départemental (21,4 %).
Contrairement aux répartitions nationale et départementale, la population masculine de la commune est supérieure à la population féminine (50,7 % contre 48,7 % au niveau national et 48,9 % au niveau départemental).
La répartition de la population de la commune par tranches d'âge est, en 2008, la suivante :
- 50,7 % d’hommes (0 à 14 ans = 25,4 %, 15 à 29 ans = 16,4 %, 30 à 44 ans = 22,6 %, 45 à 59 ans = 17,8 %, plus de 60 ans = 17,7 %) ;
- 49,3 % de femmes (0 à 14 ans = 23 %, 15 à 29 ans = 15,4 %, 30 à 44 ans = 23,7 %, 45 à 59 ans = 18,3 %, plus de 60 ans = 19,6 %).

| Hommes | Classe d’âge | Femmes |
| ------ | ------------ | ------ |
| 0,1    | 90 ans ou +  | 0,3    |
| 6,7    | 75 à 89 ans  | 7,8    |
| 10,9   | 60 à 74 ans  | 11,5   |
| 17,8   | 45 à 59 ans  | 18,3   |
| 22,6   | 30 à 44 ans  | 23,7   |
| 16,4   | 15 à 29 ans  | 15,4   |
| 25,4   | 0 à 14 ans   | 23,0   |

| Hommes | Classe d’âge | Femmes |
| ------ | ------------ | ------ |
| 0,4    | 90 ans ou +  | 1,1    |
| 6,3    | 75 à 89 ans  | 9,5    |
| 12,1   | 60 à 74 ans  | 13,1   |
| 20,0   | 45 à 59 ans  | 19,4   |
| 20,3   | 30 à 44 ans  | 19,3   |
| 20,2   | 15 à 29 ans  | 18,9   |
| 20,7   | 0 à 14 ans   | 18,7   |

## Économie
Sur 115 établissements présents sur la commune à fin 2010, 42 % relevaient du secteur de l'agriculture (pour une moyenne de 17 % sur le département), 10 % du secteur de l'industrie, 7 % du secteur de la construction, 33 % de celui du commerce et des services et 9 % du secteur de l'administration et de la santé.

## Culture locale et patrimoine

### Lieux et monuments

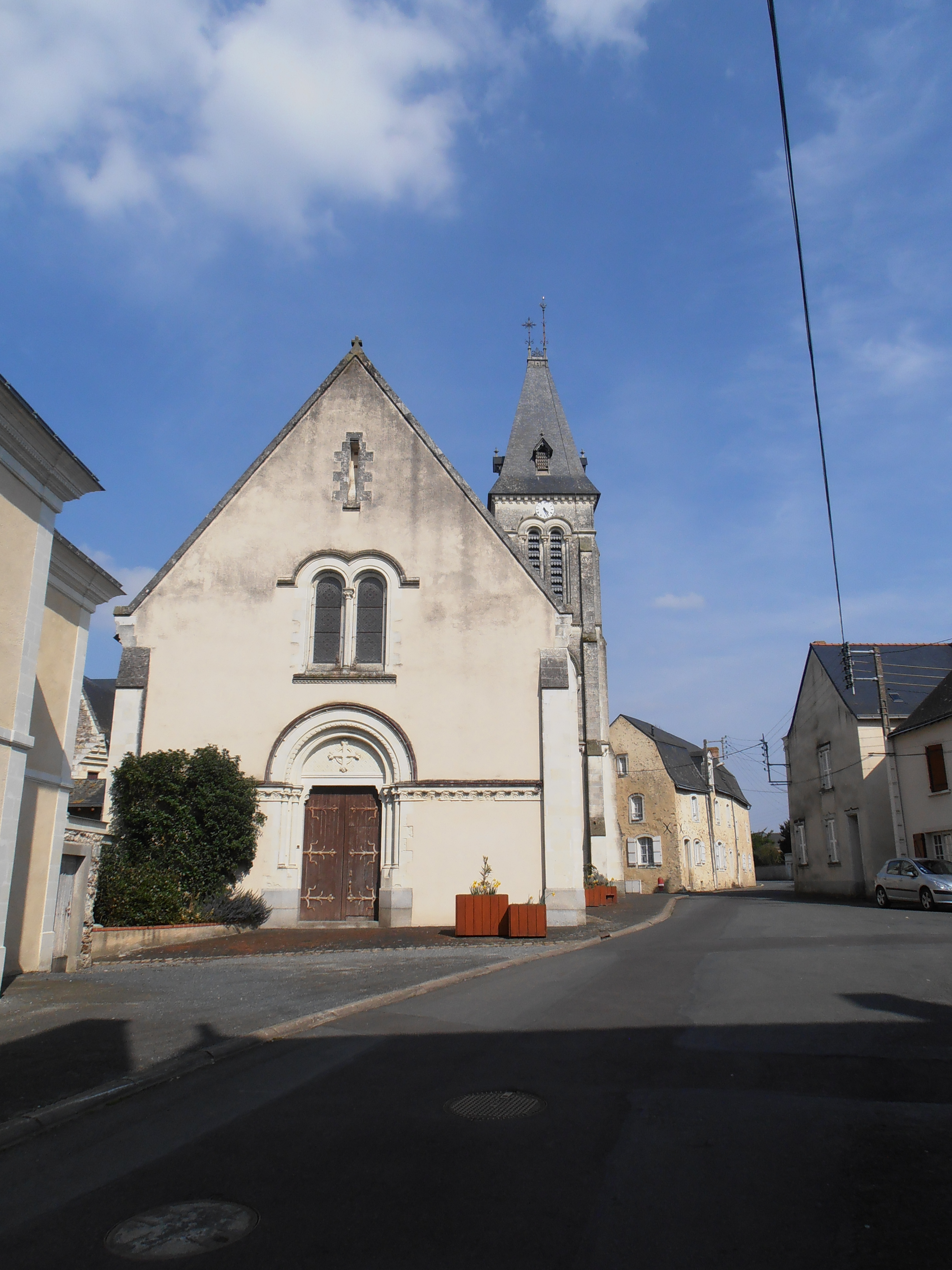
Façade de l'église.

- La chapelle Saint-Étienne de Doucé.
- Le château de la Roche-Jacquelin.
- L'église Saint-Germain.
- Le manoir de Vaux, route de Huillé.
- Le manoir de Chandemanche.
- Le prieuré Saint-Martin (communément appelé l'Abbaye), bourg de Daumeray.
- Le domaine du Rocher, Saint-Germain.
- La Grand'Maison, route de Morannes.
- Le logis de Bellefontaine, Saint-Germain.
- Le manoir de la Ricordellière.
- Le Portail, Saint-Germain.

### Personnalités liées à la commune
- Eugène de la Bonninière de Beaumont, maire, émigré et chef chouan.